# Brasil en los Juegos Paralímpicos de Toronto 1976
Brasil estuvo representado en los Juegos Paralímpicos de Toronto 1976 por un total de 23 deportistas, 21 hombres y dos mujeres.

## Medallistas
El equipo paralímpico brasileño obtuvo las siguientes medallas:
| Nombre                                         | Deporte            | Evento              |
| ---------------------------------------------- | ------------------ | ------------------- |
| Oro                                            |                    |                     |
| —                                              |                    |                     |
| Plata                                          |                    |                     |
| Robson Sampaio de Almeida Luíz Carlos da Costa | Bolos sobre hierba | Dobles Wh masculino |
| Bronce                                         |                    |                     |
| —                                              |                    |                     |